# Stazione di Toscano
Stazione di Toscano vasútállomás Olaszországban, Rossano településen.

## Vasútvonalak
Az állomást az alábbi vasútvonalak érintik:
- Jonica-vasútvonal

## Kapcsolódó állomások
A vasútállomáshoz az alábbi állomások vannak a legközelebb:
- Stazione di Mirto-Crosia
- Stazione di Rossano